# Marie Soldat-Röger

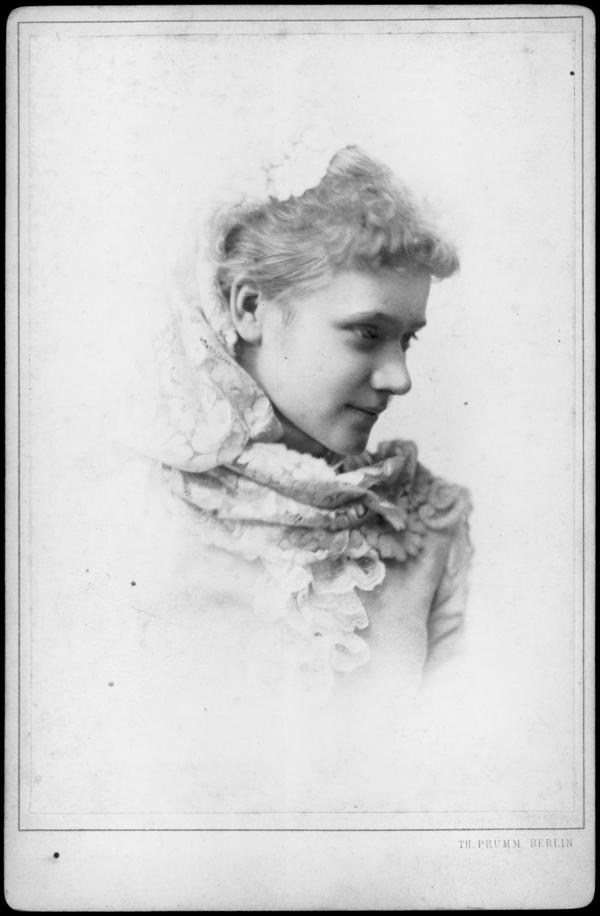
Marie Soldat-Röger (Photographie von Theodor Prümm, Berlin 1883)

Marie Ernestine Soldat-Röger, geb. Soldat, auch Soldat-Roeger (* 25. März 1863 in Geidorf bei Graz; † 30. September 1955 in Graz) war eine Violinen-Virtuosin und die erste österreichische Frau, welche die Konzertsäle Europas eroberte. Sie war neben Gabriele Wietrowetz eine der bekanntesten Violinistinnen des 19. Jahrhunderts.

## Leben
Ihre Mutter Franziska Soldat geb. Baldauf war Schneiderin, der Vater Julius Soldat (1834–1876) Organist und Klavierlehrer. Er erteilte ihr auch den ersten Unterricht am Klavier und schickte sie später an die Musikschule Buwa in Graz. Ab 1871 erlernte sie das Violinenspiel und trat bereits 1874 erstmals öffentlich auf.

Ihr Grazer Musiktheorielehrer, Ferdinand Thieriot, veranlasste im Sommer 1878 in Pörtschach ein Treffen mit Johannes Brahms. Dieser empfahl sie an Joseph Joachim in Berlin. Dort lebte sie von 1879 bis 1889, studierte an der Königlichen Hochschule für Musik bei Joseph Joachim und lernte Clara Schumann kennen. In den folgenden Jahren konzertierte sie in Berlin u. a. mit Robert Hausmann und der Clara-Schumann-Schülerin Julie von Asten. Sie spielte als erste Frau am 8. März 1885 im Wiener Musikverein Brahms’ Violinkonzert D-Dur op. 77. Außerdem konzertierte sie in Düsseldorf, Mannheim, Görlitz und Münster sowie in Wien und Graz.

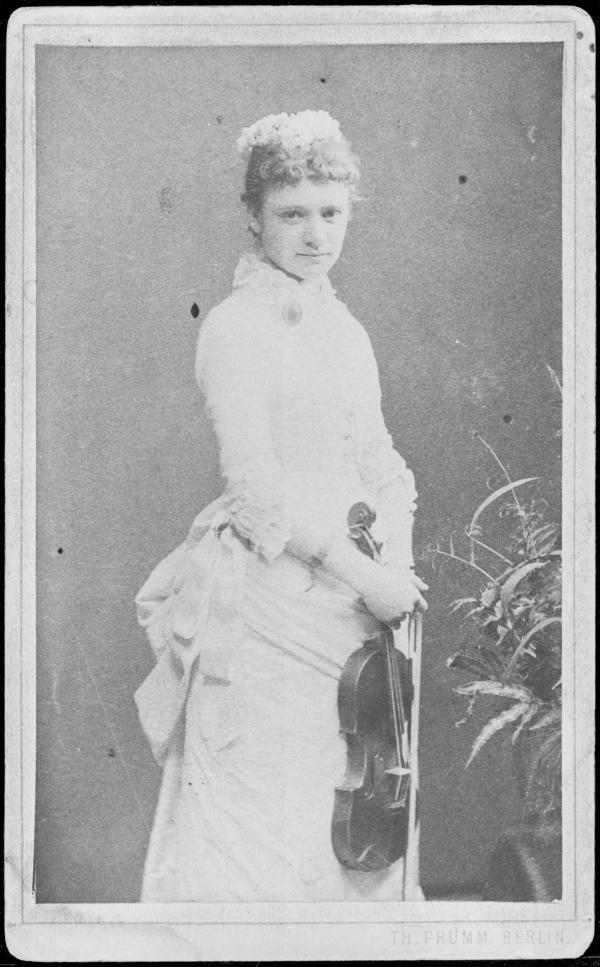
Marie Soldat-Röger (Fotografie von Theodor Prümm, Berlin)

1887 gründete sie ihr erstes eigenes Damen-Streichquartett, das hauptsächlich in der Konzertsaison 1887/88 auftrat. 1894 gründete sie ein zweites in Wien, das etwa 20 Jahre bestand. Es bestand neben Marie Soldat-Röger (1. Violine) aus Ella Finger-Bailetti (2. Violine, ab 1898 ersetzt durch Elsa Edle von Plank), Natalie Bauer-Lechner (Viola) und Lucy Herbert-Campbell (Violoncello, ab 1903 ersetzt durch Leontine Gärtner).
1888 unternahm sie ihre erste Konzertreise nach England, die sie in den folgenden Jahren erfolgreich wiederholte.

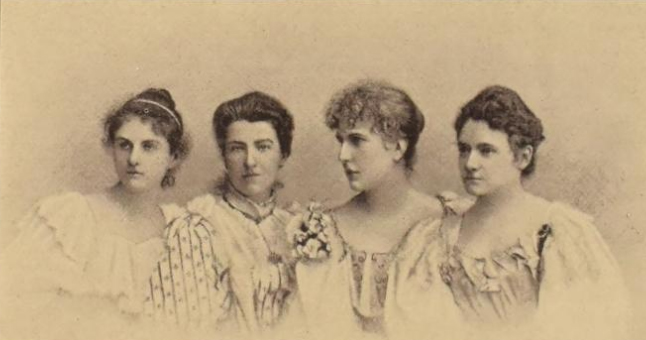
Das Soldat-Röger-Damen-Streichquartett (Quelle: A. Ehrlich. Das Streich-Quartett in Wort und Bild. Leipzig 1898, S. 25.) v.l.: Elly Finger-Bailletti, Natalie Lechner-Bauer, Lucy Campbell, Marie Soldat-Röger

1889 heiratete sie den Polizeioberkommissär Wilhelm Röger und zog zu ihm nach Wien. 1890 wurde ihr einziger Sohn Joseph Röger geboren und Marie Soldat-Röger zog sich zwei Jahre von der Bühne zurück. Ausgedehnte Konzertreisen, bei denen sie an frühere Erfolge anknüpfen konnte, führten sie ab 1892 u. a. nach Eisenach, Frankfurt, Köln, Düsseldorf und Krefeld sowie nach London, Manchester und Cambridge; anschließend gab sie Konzerte in Berlin und Leipzig. Bis 1913 trat sie als Solistin auf sowie zusammen mit ihrem Streichquartett.
1926 spielte Marie Soldat-Röger mehrere Werke auf Schellackplatte ein, darunter das Adagio aus dem 9. Violinkonzert von Louis Spohr, die Romanze F-Dur op. 50 von Ludwig van Beethoven, den ersten Satz aus dem A-Dur-Konzert von Wolfgang Amadeus Mozart sowie mehrere Werke von Johann Sebastian Bach.
Später konzentrierte sie sich auf ihre Lehrtätigkeit, ab ca. 1936 zog sie sich aus dem öffentlichen Musikleben zurück. Sie starb am 30. September 1955 im Alter von 92 Jahren in Graz.
Ihr Nachlass befindet sich im Archiv der Gesellschaft der Musikfreunde in Wien und umfasst u. a. Tagebücher, Briefe und gesammelte Zeitungsartikel zu ihren Konzerten.